# 100 Greatest Britons
100 Greatest Britons fou un programa de televisió britànic en el qual els teleespectadors votaren el que consideraren el 100 personatges britànics més importats de tots els temps.
El format ha estat adaptat o copiat per diverses cadenes de televisió a tot el món, que també han elegit els seus propis ciutadans més importants de la història, amb els següents resultats.
| País          | Nom                                      | Guanyador                   | Segon lloc                | Tercer lloc               | Quart lloc                  | Cinquè lloc          |
| ------------- | ---------------------------------------- | --------------------------- | ------------------------- | ------------------------- | --------------------------- | -------------------- |
| Catalunya     | El favorit                               | Jaume I                     | Pau Casals                | Joan Sala, Serrallonga    | Lluís Companys              | Francesc Macià       |
| Espanya       | El español de la historia                | Joan Carles I               | Miguel de Cervantes       | Cristòfor Colom           | Reina Sofia                 | Adolfo Suárez        |
| Regne Unit    | 100 Greatest Britons                     | Winston Churchill           | Isambard Kingdom Brunel   | Diana de Gal·les          | Charles Darwin              | William Shakespeare  |
| Estats Units  | The Greatest American                    | Ronald Reagan               | Abraham Lincoln           | Martin Luther King        | George Washington           | Benjamin Franklin    |
| França        | Le Plus Grand Français de tous les temps | Charles de Gaulle           | Louis Pasteur             | Abat Pierre               | Marie Curie                 | Coluche              |
| Portugal      | Os Grandes Portugueses                   | António de Oliveira Salazar | Álvaro Cunhal             | Aristides de Sousa Mendes | Alfons I de Portugal        | Luís de Camões       |
| Alemanya      | Unsere Besten                            | Konrad Adenauer             | Martí Luter               | Karl Marx                 | Sophie Scholl i Hans Scholl | Willy Brandt         |
| Països Baixos | De grootste Nederlander                  | Pim Fortuyn                 | Guillem I d'Orange-Nassau | Willem Drees              | Antoni van Leeuwenhoek      | Erasme de Rotterdam  |
| Rússia        | Имя России                               | Vladimir Visotsky           | Ióssif Stalin             | Nikita Khrusxov           | Alexandre Nevski            | Nicolau II de Rússia |
| Canadà        | The Greatest Canadian                    | Tommy Douglas               | Terry Fox                 | Pierre Trudeau            | Frederick Banting           | David Suzuki         |
| Bèlgica*      | Les plus grands Belges                   | Jacques Brel                | Balduí I de Bèlgica       | Pare Damien               | Eddy Merckx                 | Germana Emmanuelle   |
| Bèlgica*      | De Grootste Belg                         | Pare Damien                 | Paul Janssen              | Eddy Merckx               | Ambiòrix                    | Adolf Daens          |
| Argentina     | El gen argentino                         | José de San Martín          | René Favaloro             | Juan Manuel Fangio        | Che Guevara                 | Alberto Olmedo       |

* La part francòfona i flamenca de Bèlgica organitzaren dos concursos independents

## Imatges dels guanyadors

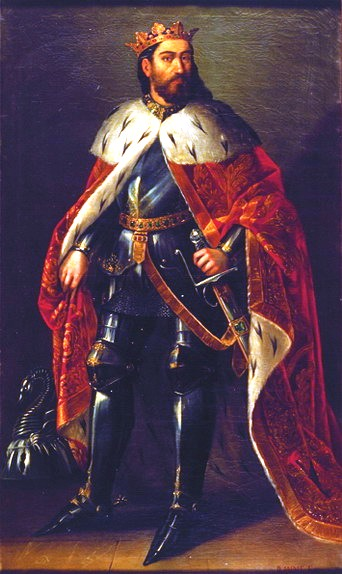
Jaume I (Catalunya)
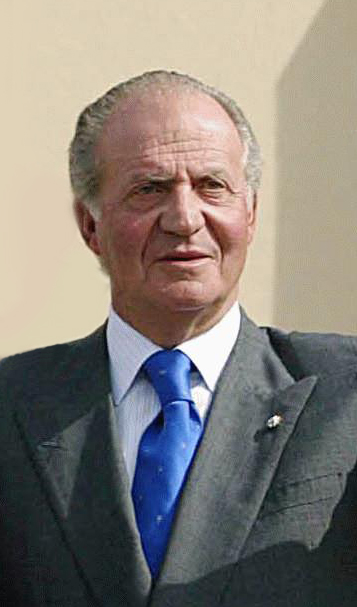
Joan Carles I (Espanya)
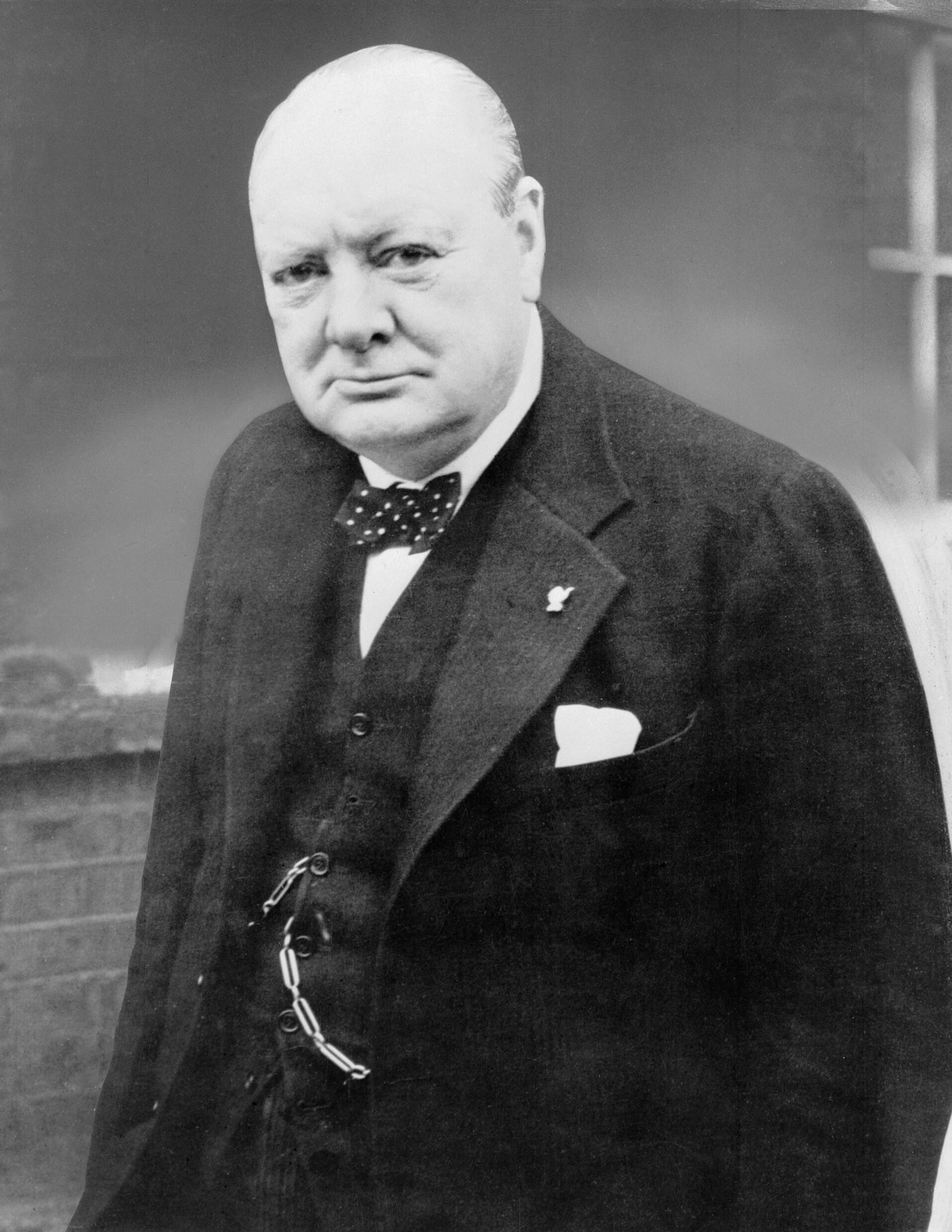
Winston Churchill (Regne Unit)
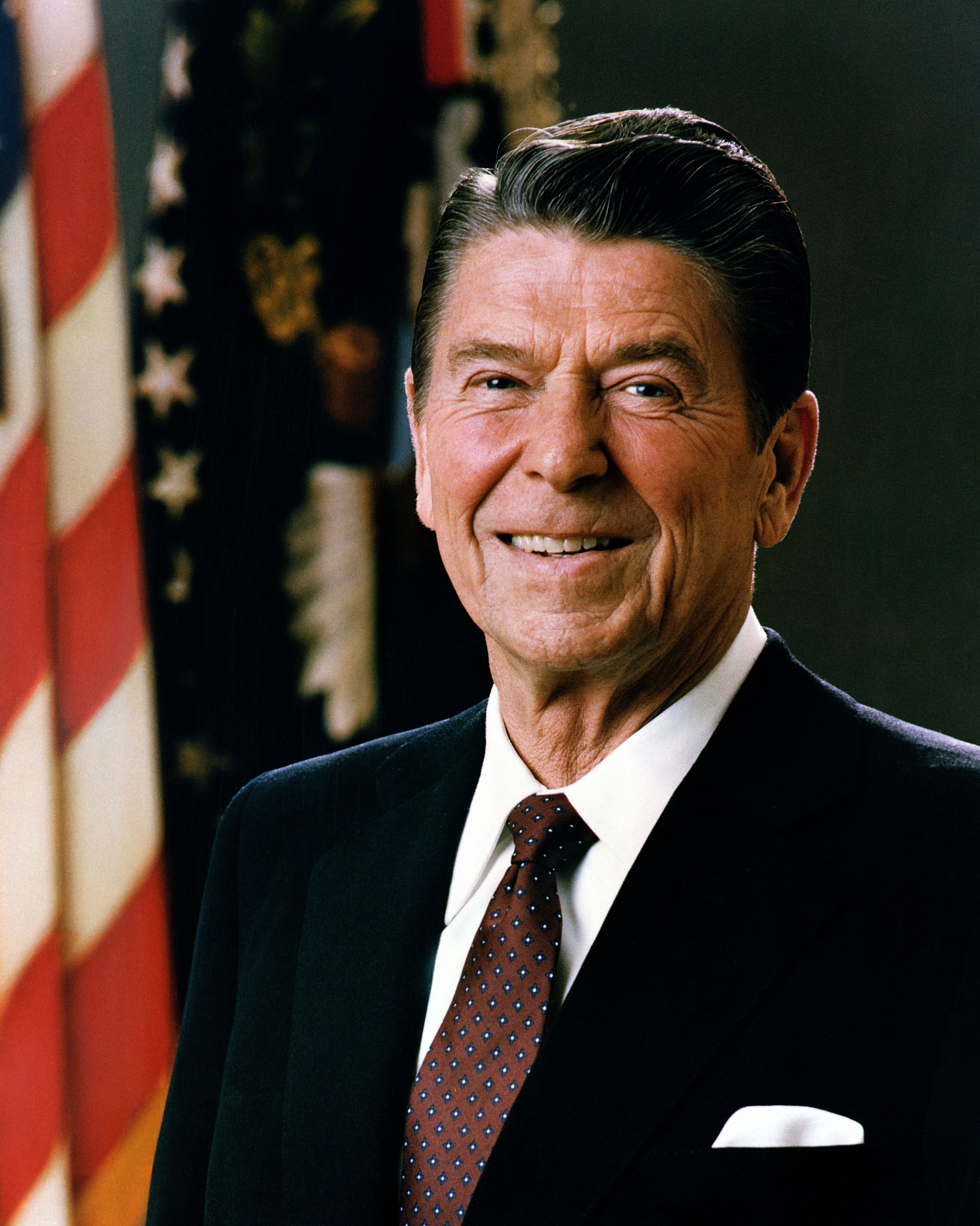
Ronald Reagan (Estats Units)
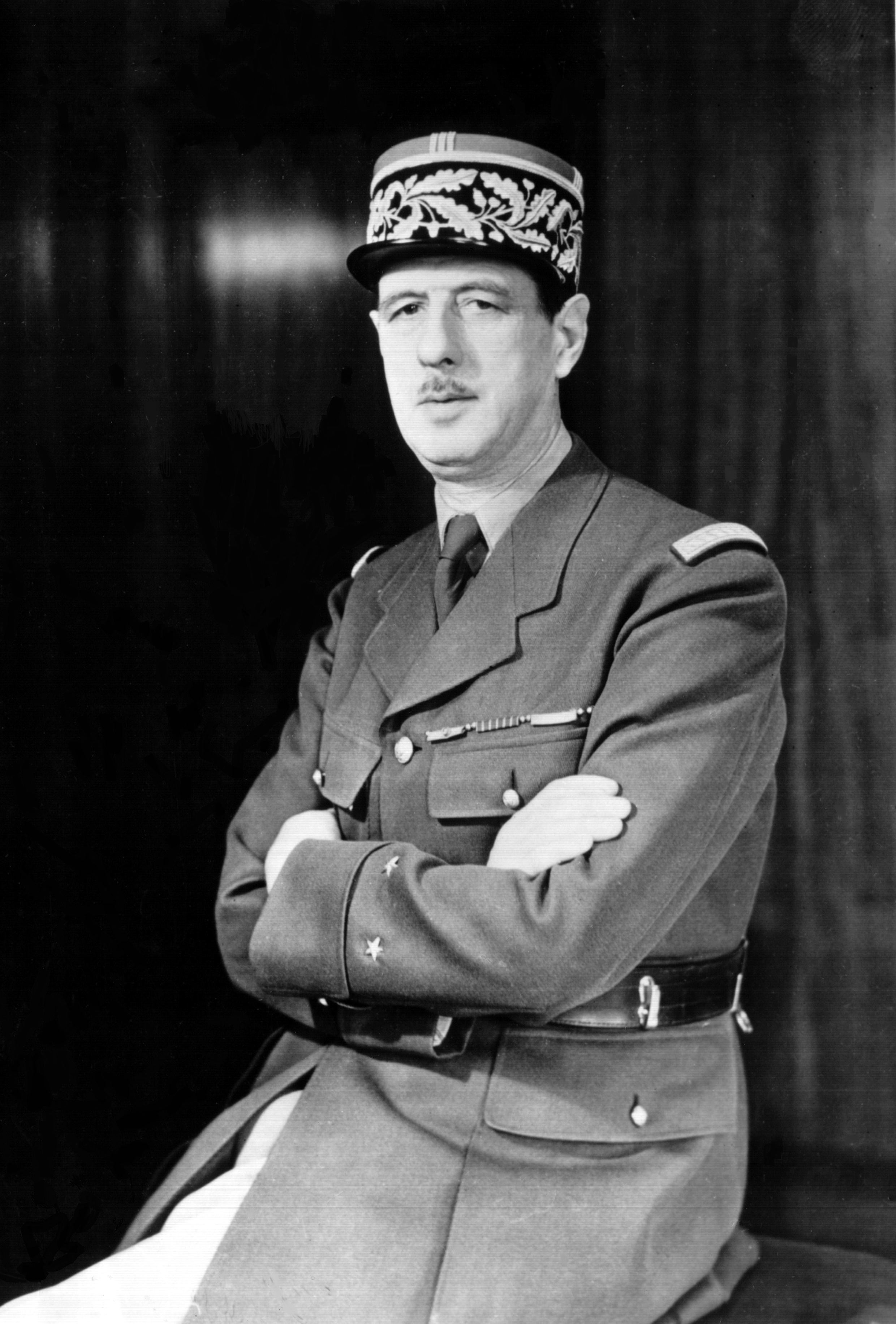
Charles de Gaulle (França)
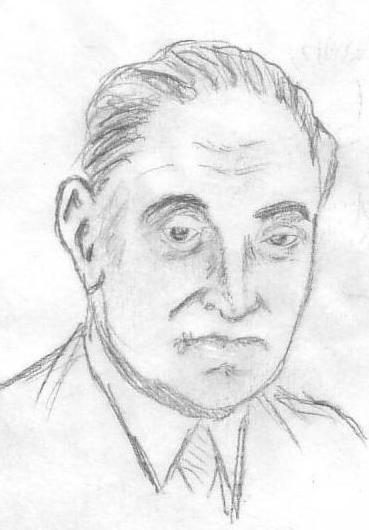
António de Oliveira Salazar (Portugal)
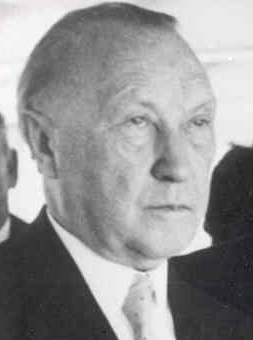
Konrad Adenauer (Alemanya)
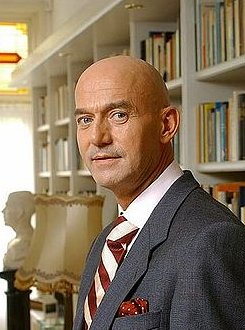
Pim Fortuyn (Països Baixos)
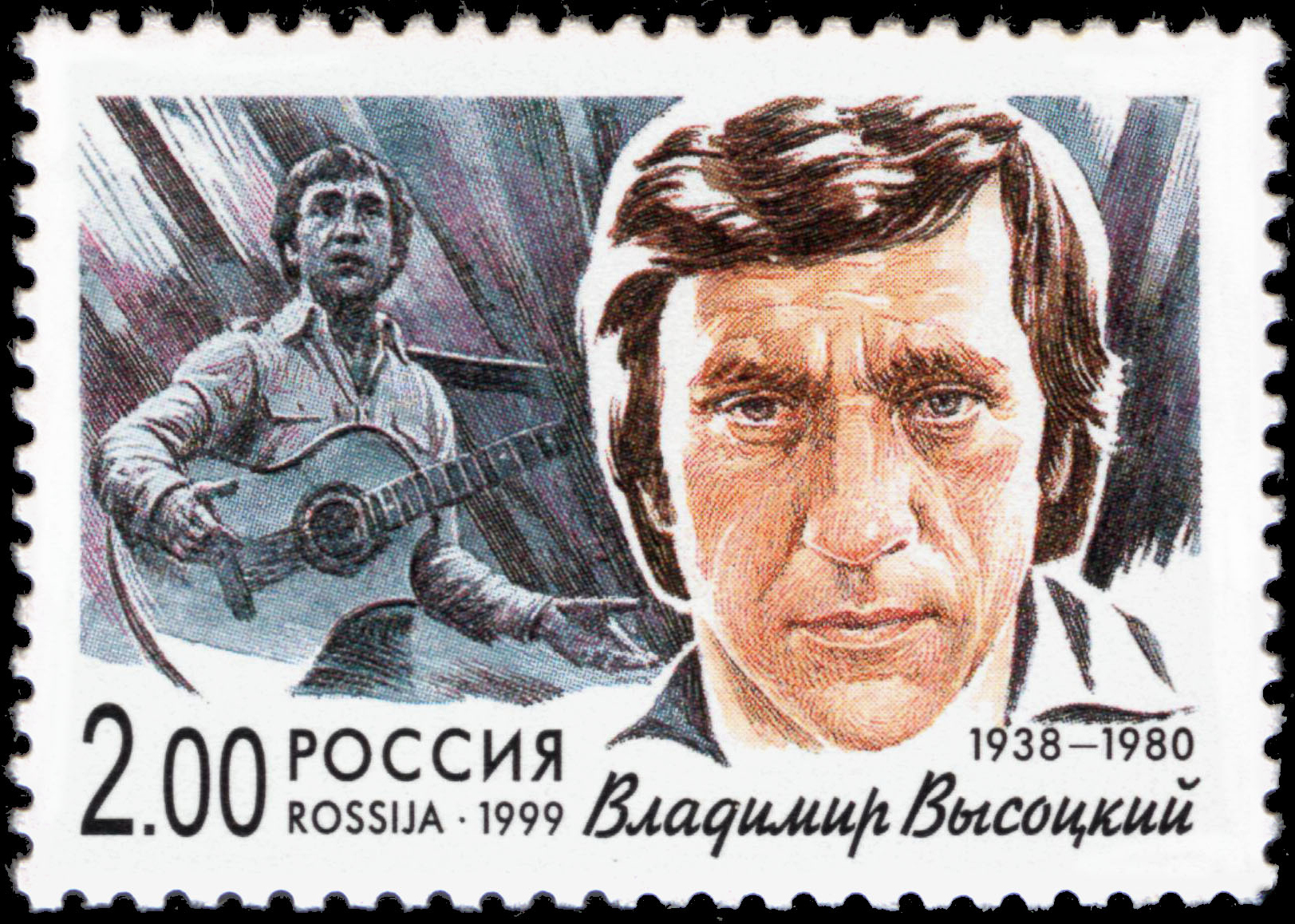
Vladimir Vysotsky (Rússia)
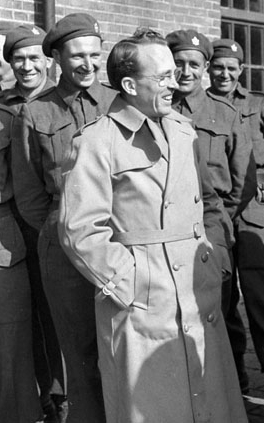
Tommy Douglas (Canadà)
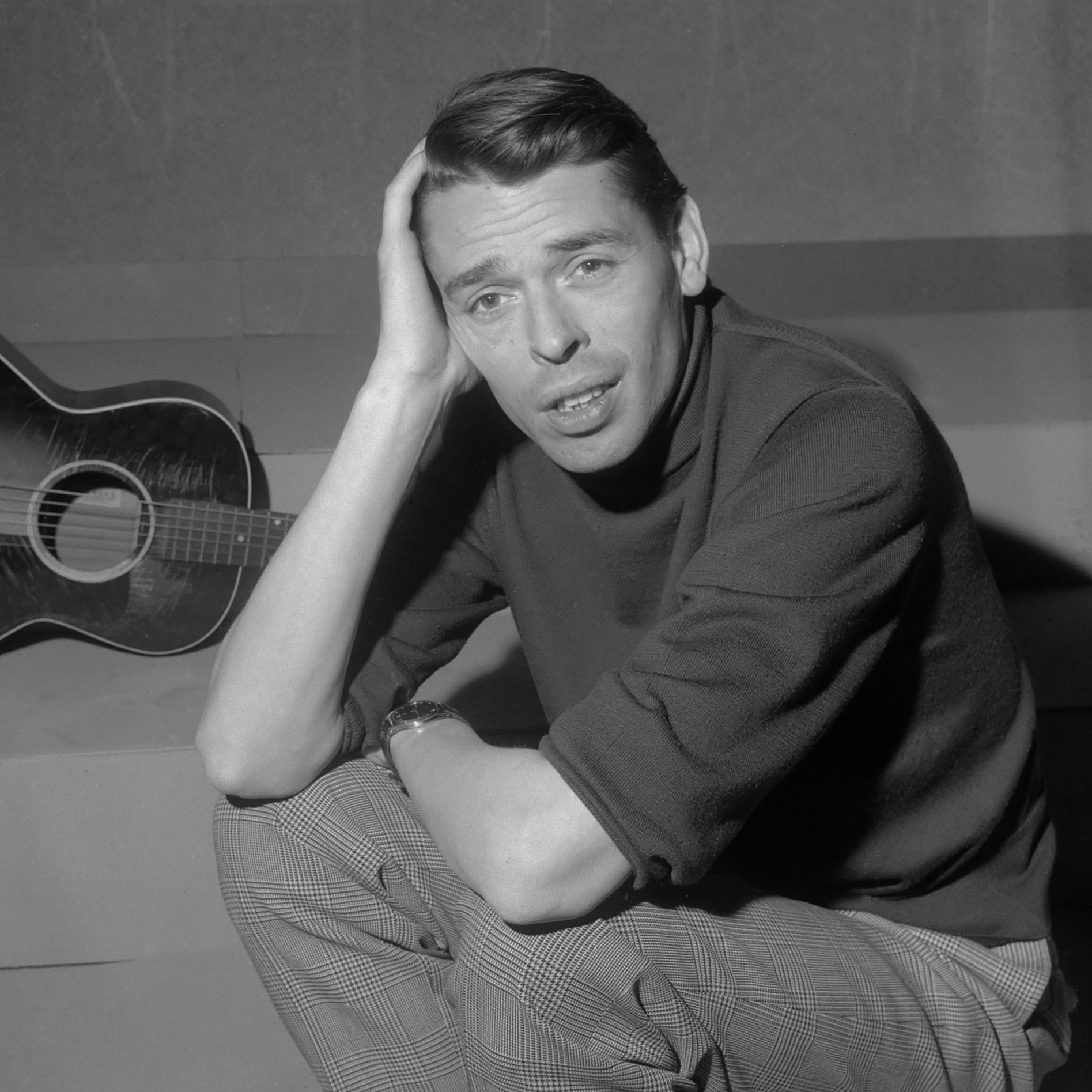
Jacques Brel (Bèlgica francòfona)
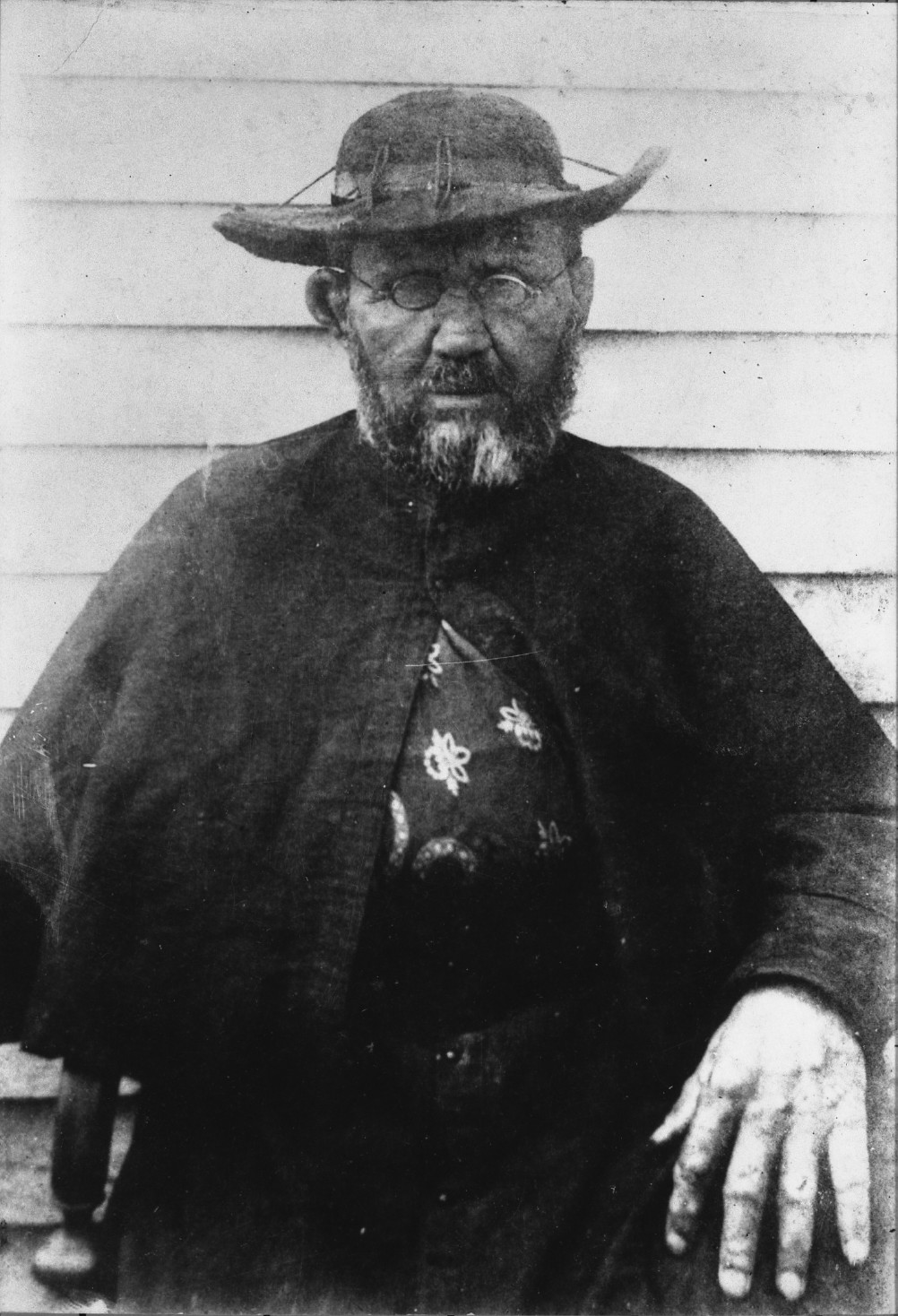
Pare Damien (Bèlgica flamenca)
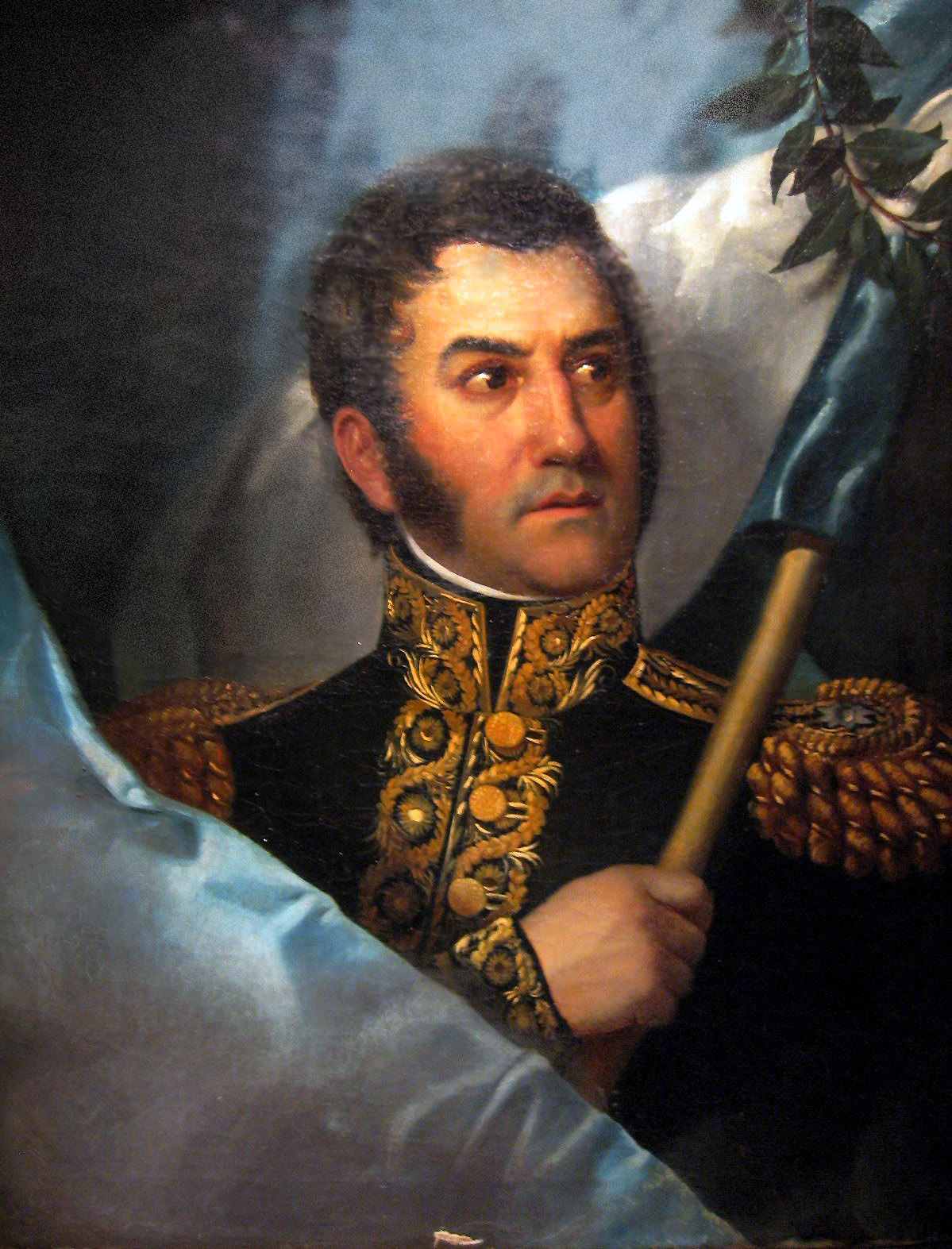
José de San Martín (Argentina)